# Still Up
Still Up är en brittisk komediserie vars första säsong hade premiär den 22 september 2023 på Apple TV+. Första säsongen består av åtta avsnitt.

## Handling
Serien kretsar kring de två vännerna Lisa och Danny som båda lider av sömnproblem. Då de inte sover tillbringar de nättera med att prata med varandra. De pratar allt mellan himmel och jord utom känslorna för varandra.

## Rollista i urval
- Antonia Thomas - Lisa
- Craig Roberts - Danny
- Blake Harrison - Veggie
- Lois Chimimba - Amy
- Luke Fetherston - Adam
- Rich Fulcher
- Samantha Spiro